# 安德鲁·霍伊
安德鲁·霍伊（英語：Andrew Hoy，1959年2月8日—），澳大利亚男子马术运动员。他曾代表澳大利亚参加1984年、1988年、1992年、1996年、2000年、2004年、2012年和2020年夏季奥林匹克运动会马术比赛，获得三枚金牌、二枚银牌和一枚铜牌。